# 으라차차 와이키키
《으라차차 와이키키》는 JTBC에서 2018년 2월 5일부터 2018년 4월 17일까지 방영된 월화 드라마이다.

## 줄거리
서울 용산구 후암동에 위치한 게스트하우스 와이키키에 살고 있는 청춘 군상들의 이야기를 그린다.

## 등장 인물

### 주요 인물
- 김정현 : 강동구 역 - 와이키키의 공동 CEO 겸 프리랜서 연출가
- 이이경 : 이준기 역 - 와이키키의 공동 CEO 겸 생계형 단역 배우
- 손승원 : 봉두식 역 - 와이키키의 공동 CEO 겸 프리랜서 작가
- 정인선 : 한윤아 역 - 싱글맘, 솔이의 엄마
- 고원희 : 강서진 역 - 취업준비생, 동구의 동생
- 이주우 : 민수아 역 - 동구의 전 여친, 쇼핑몰 모델

### 그 외 인물
- 이서율
- 이채민
- 성창훈 : 조감독 역
- 리민 : 영화감독 역
- 장우연
- 전금한
- 이다해
- 박옥출
- 오승찬
- 한여름 : 솔이 역
- 주예서 : 솔이 역
- 최교식 : 영화감독 역
- 장태민
- 이진목 : 버스기사 역
- 유창균
- 황인준 : 형사 역
- 서영삼
- 오갑석
- 최나무
- 민지영
- 강민정
- 박팔영
- 김빈
- 옥주리
- 채민지
- 감승민
- 곽두환
- 이재욱 : 영화감독 역
- 김오복
- 강현정
- 반은세
- 김유진
- 이준상
- 한상규
- 박미숙
- 서혜진 : 김효정 역
- 신동훈
- 미석
- 김수은
- 정성운
- 최남욱
- 성현미
- 고은민
- 박영수 : 편의점사장 역
- 태원석
- 김지예
- 김남호
- 김경민
- 이마루
- 고용화
- 유영복
- 윤현
- 장문규
- 임재근
- 정종우
- 정다솔
- 이형구
- 김진옥
- 김상일
- 정영도
- 김현태
- 박민하 : 예린 역
- 강경준 : 송현준 역
- 진현광
- 김상일
- 신희국
- 강정구
- 성찬호
- 박광재 : 덩치 면접관 역
- 황재열 : 고깃집 사장 역
- 최승일
- 강정구
- 김윤주
- 이태윤
- 고한민
- 주동희
- 오갑석
- 이준희
- 김결 : 김감독 역
- 박진수
- 이채윤
- 홍부향
- 한성용
- 연호진
- 추연규
- 엄태우
- 김병철
- 정의순
- 조승연
- 박정환 : 지영의 남자친구 역
- 남연승
- 정명준
- 이미나 (목소리 출연)
- 황상경
- 유옥주
- 신정윤
- 마민희
- 김우주
- 강학수
- 김보람
- 변우종 : 김용식 역
- 이청희
- 김연수
- 유일한
- 정강희
- 조정문
- 정수인
- 이창
- 남상란
- 조현임
- 김윤주
- 이헌주 : 하나코 역
- 이아진 : 미용사 역
- 올레나
- 박은상
- 박예상
- 김종윤
- 김인경
- 김지성 : 아영 역
- 헤일로 : 인기 아이돌 역
- 정희중
- 문지홍
- 김현
- 홍대성
- 강두현
- 신율이
- 천예원
- 김광섭
- 박선영
- 김윤주
- 강찬양
- 전민협
- 권태진
- 민병욱
- 명석근
- 이주한
- 루현
- 장인호
- 이민한
- 민대식
- 전연
- 전이랑
- 김도형
- 이제관
- 정종우

### 특별출연
- 박성웅 : 박성웅 역 - 배우
- 정수영 : 육아용품점 판매원 역
- 설정환 : 이윤석 역 - 민수아 전 남자친구 (사기꾼)
- 한지상 : 태현 역 - 강서진의 대학선배
- 이지하 : 지수의 어머니 역
- 고민시 : 이민아 역
- 최리 : 지민 역 - 지수의 동생
- 서은우 : 지수 역 - 이준기의 여자친구
- 김영옥 : 이장군의 할머니 역
- 이덕화 : 이덕화 역 - 배우, 이준기의 아버지
- 김서형 : 김희자 역 - 배우
- 이장훈 : 영화감독 역
- 서동원 : 최 감독 역
- 이두석 : 김준성 역
- 조우리 : 김선우 역
- 신담수 : 탁명환 역
- 진예솔 : 영화작가 역
- 전수경 : 건물주 역
- 휘성 : 결혼식 축가 가수 역
- 김호창 : 이상현 역
- 이정혁 : 김우성 역
- 한보배 : 윤맑음 역 - 에로배우 채리, 두식의 첫사랑
- 강균성 : 강균성 역 - 가면가왕
- 태인호 : 김재우 역 - 드라마 PD
- 신승환 : 민수봉 역 - 민수아의 오빠
- 김병세 : 박창호 역 - 아나운서
- 윤세아 : 강동구의 대학 동아리 선배 역
- 김기현 : 민기영 역
- 서유리 : 라디오 DJ 역
- 강홍석 : 홍석 역
- 송재희 : 재현 역 - 이준기의 선배
- 이유미 : 지영 역 - 강서진의 친구
- 신현수 : 필립 역 - 탑 배우
- 이하율 : 서진우 역
- 김강현 : 희동의 아버지 역 - 백수
- 손화령 : 희동의 어머니 역
- 류혜린 : 진주 역 - 스토커
- 권수현 : 이준기의 선배 배우 역
- 정규수 : 최용수 역 - 이준기의 소속사 대표
- 김기리 : MC 다카피 역 - 래퍼
- 윤진솔 : 신디 역 - 배우
- 김진우 : 성민 / 솔이 아빠 역

## 시청률
최저 시청률과 최고 시청률은 시청률 조사회사와 지역별로 시청률에 차이가 있을 수 있습니다.
| 2018년 | 2018년   | 2018년                       | 2018년     | 2018년      |
| 회차   | 방송일   | 부제                         | AGB 시청률 | TNmS 시청률 |
| ------ | -------- | ---------------------------- | ---------- | ----------- |
| 제1회  | 2월 5일  | 신세계                       | 1.742%     | 2.6%        |
| 제1회  | 2월 5일  | 가족의 탄생                  | 1.742%     | 2.6%        |
| 제2회  | 2월 6일  | 누구나 그렇게 울버린이 된다  | 1.861%     | 2.2%        |
| 제2회  | 2월 6일  | 있잖아요 비밀이에요          | 1.861%     | 2.2%        |
| 제3회  | 2월 12일 | 아름다운 이별                | 1.743%     | 1.8%        |
| 제3회  | 2월 12일 | 그대 아직 꿈꾸고 있는가      | 1.743%     | 1.8%        |
| 제4회  | 2월 13일 | 수고했어, 오늘도             | 1.635%     | 2.2%        |
| 제4회  | 2월 13일 | 그 남자 그 여자의 사정       | 1.635%     | 2.2%        |
| 제5회  | 2월 19일 | 너는 문제없어!               | 1.595%     | 1.9%        |
| 제5회  | 2월 19일 | 완전한 사육                  | 1.595%     | 1.9%        |
| 제6회  | 2월 20일 | 질투는 나의 힘               | 1.589%     | 2.1%        |
| 제6회  | 2월 20일 | 결혼은 미친짓이다            | 1.589%     | 2.1%        |
| 제7회  | 2월 26일 | 그 시절 우리가 사랑했던 소녀 | 1.733%     | 2.4%        |
| 제7회  | 2월 26일 | 남자가 사랑할 때             | 1.733%     | 2.4%        |
| 제8회  | 2월 27일 | 귀여운 여인                  | 2.242%     | 2.6%        |
| 제8회  | 2월 27일 | 사랑을 위하여                | 2.242%     | 2.6%        |
| 제9회  | 3월 5일  | 말할 수 없는 비밀            | 2.007%     | 2.5%        |
| 제9회  | 3월 5일  | 내 깡패 같은 애인            | 2.007%     | 2.5%        |
| 제10회 | 3월 6일  | 내 사랑 올리비아             | 1.966%     | 1.9%        |
| 제10회 | 3월 6일  | 화려하지 않은 고백           | 1.966%     | 1.9%        |
| 제11회 | 3월 19일 | 살아있는 시체들의 밤         | 1.837%     | 2.7%        |
| 제11회 | 3월 19일 | 진짜 진짜 좋아해             | 1.837%     | 2.7%        |
| 제12회 | 3월 20일 | 나도 여자랍니다              | 2.102%     | 2.0%        |
| 제12회 | 3월 20일 | 사생결단                     | 2.102%     | 2.0%        |
| 제13회 | 3월 26일 | 은밀하게 위대하게            | 1.652%     | 2.6%        |
| 제13회 | 3월 26일 | 진짜 사나이                  | 1.652%     | 2.6%        |
| 제14회 | 3월 27일 | 콜롬비아의 아침이슬          | 1.582%     | 2.2%        |
| 제14회 | 3월 27일 | 아무리 생각해도 난 너를      | 1.582%     | 2.2%        |
| 제15회 | 4월 2일  | 숨바꼭질                     | 1.590%     | 1.9%        |
| 제16회 | 4월 3일  | 이 죽일놈들의 사랑           | 1.543%     | 1.8%        |
| 제16회 | 4월 3일  | 화려하지 않은 고백 2         | 1.543%     | 1.8%        |
| 제17회 | 4월 9일  | 시작하는 연인들을 위하여     | 1.941%     | 2.2%        |
| 제17회 | 4월 9일  | 사랑도 통역이 되나요?        | 1.941%     | 2.2%        |
| 제18회 | 4월 10일 | 스토커                       | 2.069%     | 2.0%        |
| 제18회 | 4월 10일 | 엘리자베스와 춤을            | 2.069%     | 2.0%        |
| 제19회 | 4월 16일 | 어둠속의 댄서                | 1.616%     | 2.3%        |
| 제19회 | 4월 16일 | 불행은 언제나                | 1.616%     | 2.3%        |
| 제20회 | 4월 17일 | 아프니까 으라차차            | 2.081%     | 2.3%        |

## 연장
- 2018년 3월 6일 : 으라차차 와이키키 방영 분량이 16부작에서 4회 연장되어 20부작으로 변경 및 확정되었다.

## 이모저모
- 원래 여자주인공은 류화영도 캐스팅에 물망에 올랐다.
- 봉두식 역은 차인하가 캐스팅에 거론된 바 있으나 최종적으로 손승원이 낙점되었다.[3]

## 다시 만들다
베트남에서 "Nhà trọ balanha"라는 제목으로, 2020년 3월 19일 VTV3 채널에서 방영. VFC 제작 영화-베트남 텔레비전 방송국의 텔레비전 제작 센터.

## 같이 보기
- 대한민국의 텔레비전 드라마 목록 (ㅇ)
- 2018년 대한민국의 텔레비전 드라마 목록